# Christine Selhuber-Unkel
Christine Selhuber-Unkel (* 21. November 1980 in Landshut) ist eine deutsche Physikerin und Hochschullehrerin an der Ruprecht-Karls-Universität Heidelberg. Mit ihrem Forschungsgebiet Molecular Systems Engineering arbeitet sie an der Schnittstelle von Materialwissenschaft mit Biologie, Chemie, Physik und Medizin.

## Biografie
Selhuber-Unkel studierte ab dem Jahr 2000 Physik an der Universität Heidelberg. Nach dem Vordiplom wechselte sie an die Universität Uppsala in Schweden, wo sie 2003 mit dem Master of Science in Physics abschloss. 2006 promovierte sie an der Universität Heidelberg bei Joachim Spatz zum Thema „Biological Adhesion on Nanopatterned Substrates Studied with Force Spectroscopy and Microinterferometry“. Von 2007 bis 2009 folgte eine Postdoc-Stelle am Niels-Bohr-Institut der Universität Kopenhagen bei Lene Oddershede, unterbrochen von einer achtmonatigen Elternzeit. Außerdem erhielt sie 2008 ein Hochschulpädagogikzertifikat (Adjunktpädagogikum). Von 2009 bis 2010 schloss sich eine Postdoc-Stelle am Zoologischen Institut der Universität Kiel bei Matthias Leippe an. Von 2010 bis 2011 war sie Juniorprofessorin und Leiterin einer Emmy-Noether-Gruppe am Institut für Materialwissenschaften der Universität Kiel. Ab 2011 war sie dort Professorin für Biokompatible Nanomaterialien. In dieser Zeit hatte sie im Rahmen eines Feodor Lynen-Stipendiums der Alexander-von-Humboldt-Stiftung mehrere Forschungsaufenthalte an der Cornell University in den USA.
2020 wurde sie auf eine Professur an der Universität Heidelberg berufen. Sie hat dort den Lehrstuhl „Molecular Systems Engineering“ an der Fakultät für Chemie- und Geowissenschaften inne und ist Gründungsdirektorin und geschäftsführende Direktorin des Institute for Molecular Systems Engineering and Advanced Materials (IMSEAM) an der Fakultät für Ingenieurwissenschaften.
Von 2020 bis 2022 war sie Sprecherin der Sektion „Zelluläre Biophysik“ der Deutschen Gesellschaft für Biophysik. Seit 2023 ist sie für die Universität Heidelberg Sprecherin des Exzellenz-Clusters „3D Matter Made to Order“ und bildet mit Martin Wegener vom Karlsruher Institut für Technologie, sowie zwei Stellvertretern, das Executive Board. Im Juni 2024 wurde sie zur stellvertretenden Sprecherin des Themennetzwerks Materialwissenschaft und Werkstofftechnik der Deutschen Akademie der Technikwissenschaften gewählt.

## Forschungsschwerpunkte
Mit ihrem Forschungsgebiet Molecular Systems Engineering arbeitet Selhuber-Unkel an der Schnittstelle von Materialwissenschaften mit Biologie, Chemie, Physik und Medizin. Sie forscht daran, synthetische Systeme aus molekularen Bausteinen und Nanomaterialien mit lebenden Zellen zu verknüpfen sowie die Eigenschaften und das Verhalten solcher biohybriden lebensinspirierten Mikrosysteme mit physikalischen Methoden zu untersuchen. Dazu setzt sie zeitlich und räumlich hochauflösende Mikroskopie ein, zum Beispiel Rasterkraftmikroskopie, aber auch Verfahren der statistischen Physik. Für die Präparation der synthetischen Systeme kommen Methoden der Materialwissenschaft zum Einsatz, wie das Two-Photon Laser Printing mit Tinte aus biokompatiblem Hydrogel.
Im Rahmen des Sonderforschungsbereichs „Funktion durch Schalten“ beschäftigte sie sich bis 2015 als Teilprojektleiterin mit dem Schalten von Zelladhäsion. Dadurch können grundlegende Prozesse auf Zellebene gezielt manipuliert werden, mit dem Ziel, therapeutische Optionen in der Medizin zu ermöglichen. Im Projekt wurden Materialien mit im Mikro- und Nanometer-Maßstab definierter Struktur künstlich hergestellt und in Kontakt mit Zellen gebracht. Das Verhalten wurde mit Mikroskopie und Methoden, mit denen zelluläre Bindungskräfte gemessen werden können, untersucht.
Dem Sonderforschungsbereich „Magnetoelektrische Sensoren: von Kompositmaterialien zu biomagnetischer Diagnose“ gehört sie als Principal Investigator an.
Im Teilprojekt „3D-Detektion magnetisch markierter Zellen“ wurden von 2016 bis 2024 durch zwei neuartige Methoden, Magnetic-Particle-Mapping und Magnetic-Susceptibility-Particle-Mapping, mit magnetischen Partikeln markierte Zellen räumlich in 3D in Biomaterialien detektiert.
Im von Selhuber-Unkel und Ralf Metzler initiierten Forschungsprojekt „Dynamik und Kräfte während der Anfangsstadien der Gewebeinvasion durch Entamoeben“ im DFG-Schwerpunktprogramm „Physik des Parasitismus“ wird der Einfluss von mikrostrukturierten Umgebungen auf die Fortbewegung und damit das Eindringen von parasitischen Amöben (beispielsweise Entamoeba histolytica) ins Gewebe des Hosts untersucht. Mit Hilfe von Messungen und Modellierungen mit statistischer Physik zu nichtlinearer Dynamik und komplexen Systemen soll die Amöbenbewegung erfasst und verstanden werden.

## Auszeichnungen und Ehrungen
- 2006: Dieter-Rampacher-Preis (Max-Planck-Gesellschaft)[16]
- 2008: Otto-Hahn-Medaille
- 2010–2015 Emmy-Noether-Förderung (Deutsche Forschungsgemeinschaft)
- 2013: ERC Starting Grant für das Projekt Cellinspired
- 2020: ERC Consolidator Grant für das Projekt Photomech
- 2022: Mitglied der Deutschen Akademie der Technikwissenschaften (Acatech)[1]
- 2023: Lautenschläger-Forschungspreis[5]

## Publikationen (Auswahl)
- Christine Selhuber: Biological adhesion on nanopatterned substrates studied with force spectroscopy and microinterferometry. Universität Heidelberg, Heidelberg 2006, DNB 982525192 (uni-heidelberg.de [abgerufen am 3. Juli 2024]).
- C. Selhuber-Unkel, T. Erdmann, M. López-García, H. Kessler, U.S. Schwarz, J.P. Spatz: Cell Adhesion Strength Is Controlled by Intermolecular Spacing of Adhesion Receptors. In: Biophysical Journal. Band 98, Nr. 4, Februar 2010, S. 543–551, doi:10.1016/j.bpj.2009.11.001.
- Jae-Hyung Jeon, Vincent Tejedor, Stas Burov, Eli Barkai, Christine Selhuber-Unkel, Kirstine Berg-Sørensen, Lene Oddershede, Ralf Metzler: In Vivo Anomalous Diffusion and Weak Ergodicity Breaking of Lipid Granules. In: Physical Review Letters. Band 106, Nr. 4, 25. Januar 2011, ISSN 0031-9007, doi:10.1103/PhysRevLett.106.048103.
- Julia F. Reverey, Jae-Hyung Jeon, Han Bao, Matthias Leippe, Ralf Metzler, Christine Selhuber-Unkel: Superdiffusion dominates intracellular particle motion in the supercrowded cytoplasm of pathogenic Acanthamoeba castellanii. In: Scientific Reports. Band 5, Nr. 1, 30. Juni 2015, ISSN 2045-2322, doi:10.1038/srep11690.
- Steven Huth, Sandra Sindt, Christine Selhuber-Unkel: Automated analysis of soft hydrogel microindentation: Impact of various indentation parameters on the measurement of Young’s modulus. In: PLOS ONE. Band 14, Nr. 8, 2. August 2019, ISSN 1932-6203, S. e0220281, doi:10.1371/journal.pone.0220281.
- Findan Block, Finn Klingbeil, Umer Sajjad, Christine Arndt, Sandra Sindt, Dennis Seidler, Lars Thormählen, Christine Selhuber‐Unkel, Jeffrey McCord: Magnetic Bucket Brigade Transport Networks for Cell Transport. In: Advanced Materials Technologies. Band 8, Nr. 16, August 2023, ISSN 2365-709X, doi:10.1002/admt.202300260.